# Kentropyx striata
Kentropyx striata là một loài thằn lằn trong họ Teiidae. Loài này được Daudin mô tả khoa học đầu tiên năm 1802.

## Hình ảnh

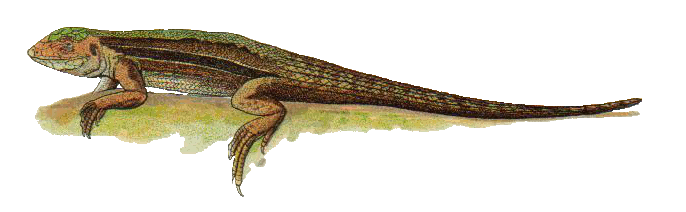